# I grandi della fantascienza
I grandi della fantascienza è una collana editoriale di tascabili di narrativa fantascientifica pubblicata da parte dell'Arnoldo Mondadori Editore dal 2014 al 2016. 

## Elenco delle uscite
- Alfred Bester, Destinazione stelle, Mondadori,  p. 242, ISBN 9788804640578.
- John Wyndham, Il giorno dei trifidi, Mondadori,  p. 252, ISBN 9788804640547.
- Arthur C. Clarke, Le sabbie di Marte, Mondadori,  p. 203, ISBN 9788804640530.
- Robert A. Heinlein, Universo, Mondadori,  p. 163, ISBN 9788804640561.
- Isaac Asimov, Viaggio allucinante, Mondadori,  p. 210, ISBN 9788804640523.
- Ursula K. Le Guin, Il pianeta dell'esilio, Mondadori,  p. 160, ISBN 9788804663478.
- Arthur C. Clarke, Le guide del tramonto, Mondadori,  p. 259, ISBN 9788804664765.
- Pierre Boulle, Il pianeta delle scimmie, Mondadori,  p. 175, ISBN 9788804662532.
- Ursula K. Le Guin, I reietti dell'altro pianeta, Mondadori,  p. 340, ISBN 9788804642497.